# Zubin Mehta
Pour les articles homonymes, voir Mehta.
Zubin Mehta est un chef d'orchestre indien, né à Bombay le 29 avril 1936. Formé à l'Académie de musique et des arts du spectacle de Vienne, il mène ensuite une carrière internationale, dirigeant plusieurs orchestres, notamment l'Orchestre philharmonique d'Israël.

## Biographie

### Enfance et études

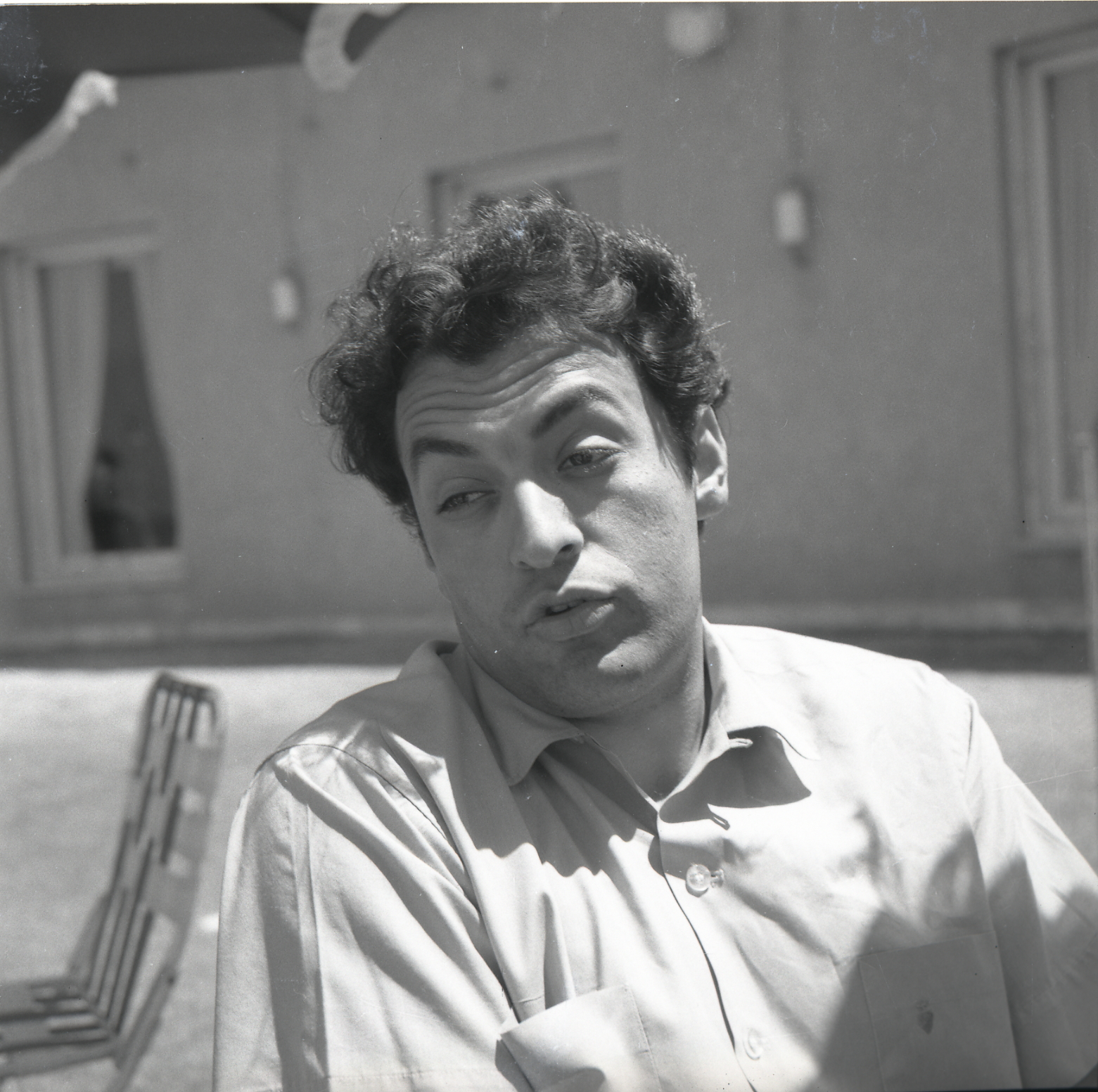
En 1965.

Zubin Mehta naît à Bombay le 29 avril 1936 dans une famille de la minorité pârsî. Son père Mehli Mehta, violoniste, fonde et dirige l'Orchestre symphonique de Bombay. Zubin se destine tout d'abord à la médecine, mais après deux semestres dans cette voie, il change d'orientation et étudie la musique à Vienne, à la Wiener Musikakademie, sous la direction d'Hans Swarowsky et, en 1958, fait, dans cette même ville, ses débuts de chef d'orchestre. La même année, il remporte le concours international de direction d'orchestre (International Conducting Competition) à Liverpool, ce qui entraîne sa nomination en tant que chef d'orchestre adjoint de l'Orchestre philharmonique royal de Liverpool.

### Ascension

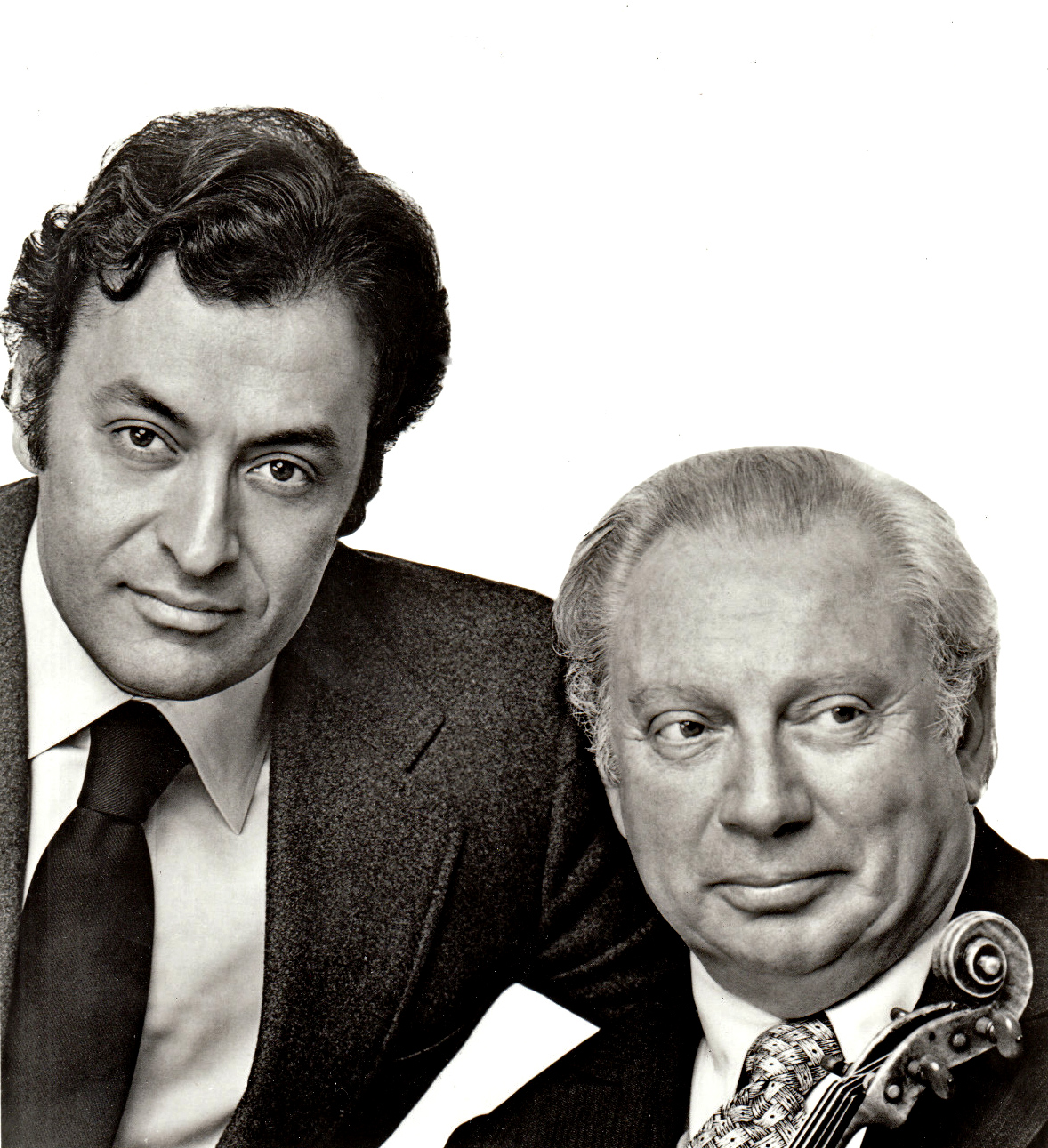
Avec Isaac Stern (à sa droite), en 1980.

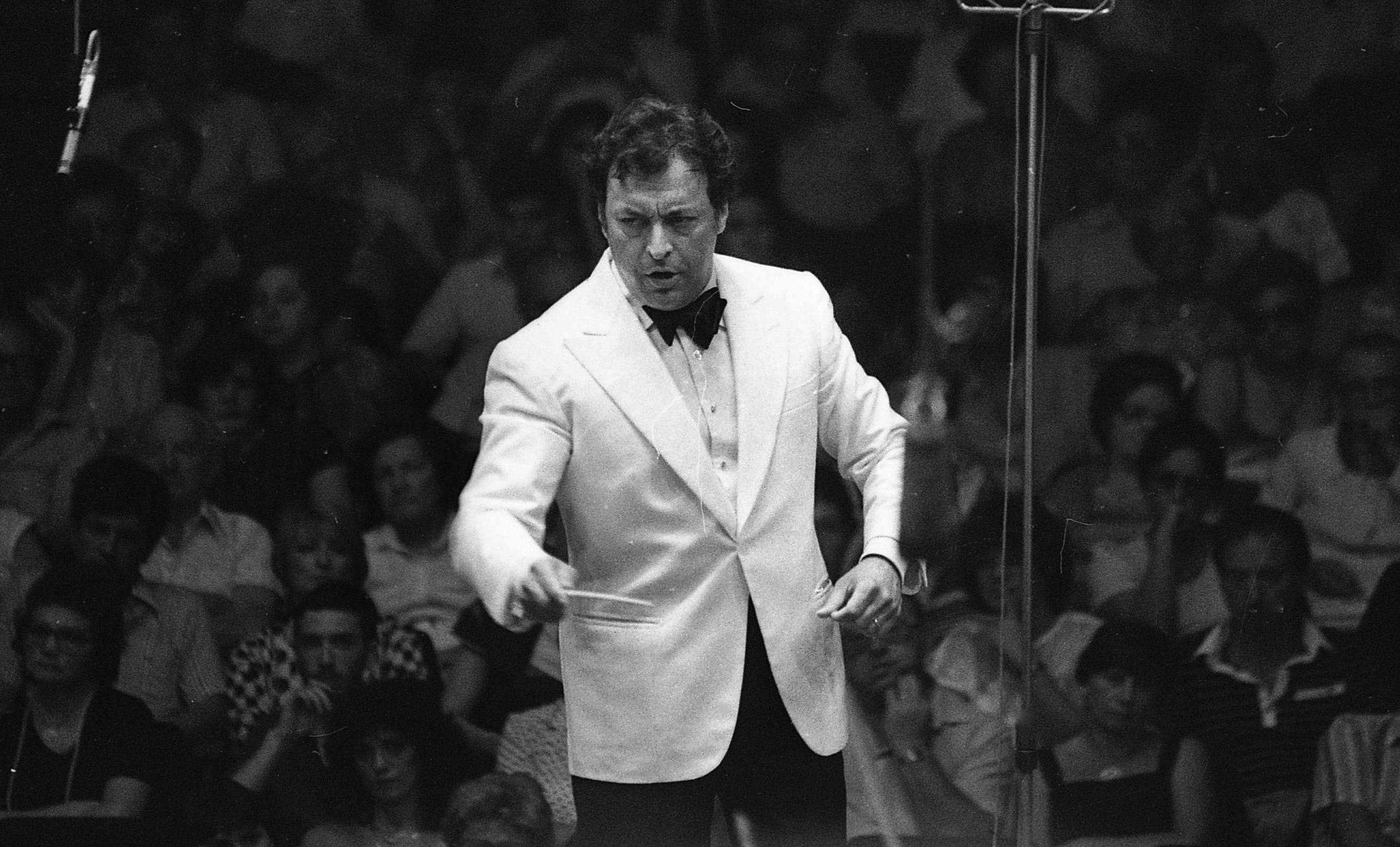
En 1983.

Mehta devient bientôt chef titulaire lorsqu'il est nommé directeur musical de l'Orchestre symphonique de Montréal en 1960, un poste qu'il conservera jusqu'en 1967. Il occupe ensuite le même poste à l'Orchestre philharmonique de Los Angeles de 1962 à 1978, puis à l'Orchestre philharmonique de New York de 1978 à 1991, devenant le chef occupant ce poste le plus longtemps de toute l'histoire de l'orchestre : treize ans. Il y dirigea plus de 1 000 concerts. C'est sous sa direction que fut interprété en 1978 par Vladimir Horowitz le troisième concerto pour piano et orchestre (op. 30) de Sergueï Rachmaninov. Il dirige aussi l'Orchestre philharmonique d'Israël depuis 1968 d'abord comme conseiller musical puis devient son directeur artistique à vie en 1981.

### Consécration

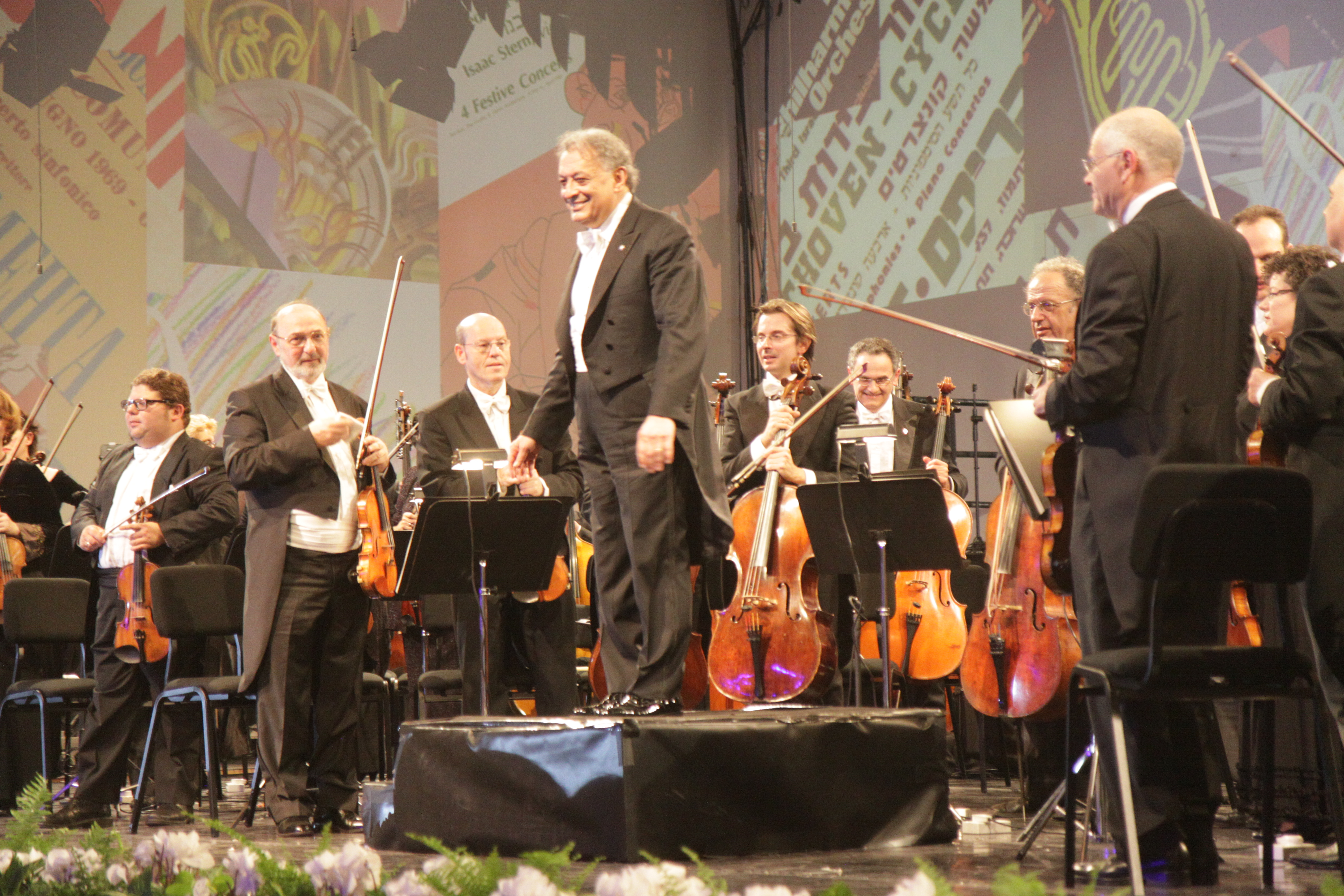
En 2011.

De 1993 à 2006, il est également directeur artistique de l'Opéra d'État de Bavière à Munich.
En juin 1994, l'Orchestre symphonique et le chœur de Sarajevo interprète le Requiem de Mozart sous la direction de Zubin Mehta dans les ruines de la Bibliothèque nationale de Sarajevo, les fonds recueillis à cette occasion allant aux victimes du conflit yougoslave. Le 29 août 1999, il dirige la Deuxième Symphonie « Résurrection » de Mahler, près du camp de concentration de Buchenwald dans la ville allemande de Weimar, l'Orchestre de l'Opéra de Bavière et l'Orchestre philharmonique d'Israël, jouant côte à côte. Il fait une tournée dans son pays et sa ville d'origine, l'Inde et Bombay, en 1984, avec l'Orchestre philharmonique de New York, puis en novembre-décembre 1994, avec l'Orchestre philharmonique d'Israël, avec les solistes Itzhak Perlman et Gil Shaham.
Il a été nommé docteur honoraire de l'université hébraïque de Jérusalem, de l'université de Tel Aviv et de l'Institut Weizmann. Il a également reçu un doctorat honorifique de Sir George Williams University, devenue l'Université Concordia, en novembre 1965.
Le 1er janvier 1990, 1995, 1998, 2007 et 2015, il a l'honneur de diriger l'Orchestre philharmonique de Vienne lors du traditionnel concert du nouvel an.
En 1990 à Rome et en 1994 à Los Angeles, c'est lui qui dirige le concert des Trois Ténors : José Carreras, Placido Domingo et Luciano Pavarotti.
Zubin Mehta est aussi membre d'honneur du Club de Budapest. Depuis 1969, il est l'époux de Nancy Kovack.

## Répertoire
Zubin Mehta est particulièrement célèbre pour ses interprétations de la musique symphonique postromantique, par exemple celle de compositeurs comme Anton Bruckner, Gustav Mahler ou Richard Strauss. Sa direction d'orchestre est renommée pour sa flamboyance et sa puissance. En 2000, son frère, Zarin Mehta, a été nommé directeur exécutif de l'Orchestre philharmonique de New York.